# Toni Zudenstein
Toni Zudenstein, in de volksmond ook wel Toni Togo genoemd ("geboren" 23 juli 1988, Duisburg) is een typetje gespeeld door Kenneth Steffers. Toni is een fictieve Duitse voetbalfan die supportert voor het voetbalteam van Togo.
In een serie komisch bedoelde korte films ("shorts") getiteld Das ist so Togo van televisiezender MTV, toonde Toni aan kijkers in Nederland, Duitsland en ver daarbuiten, hoe het is om als geboren Duitser fanatiek supporter te zijn van het Togolese voetbalelftal. Hiermee bewees Toni dat echt supporterschap niets met landsgrenzen te maken heeft.